# МР-371

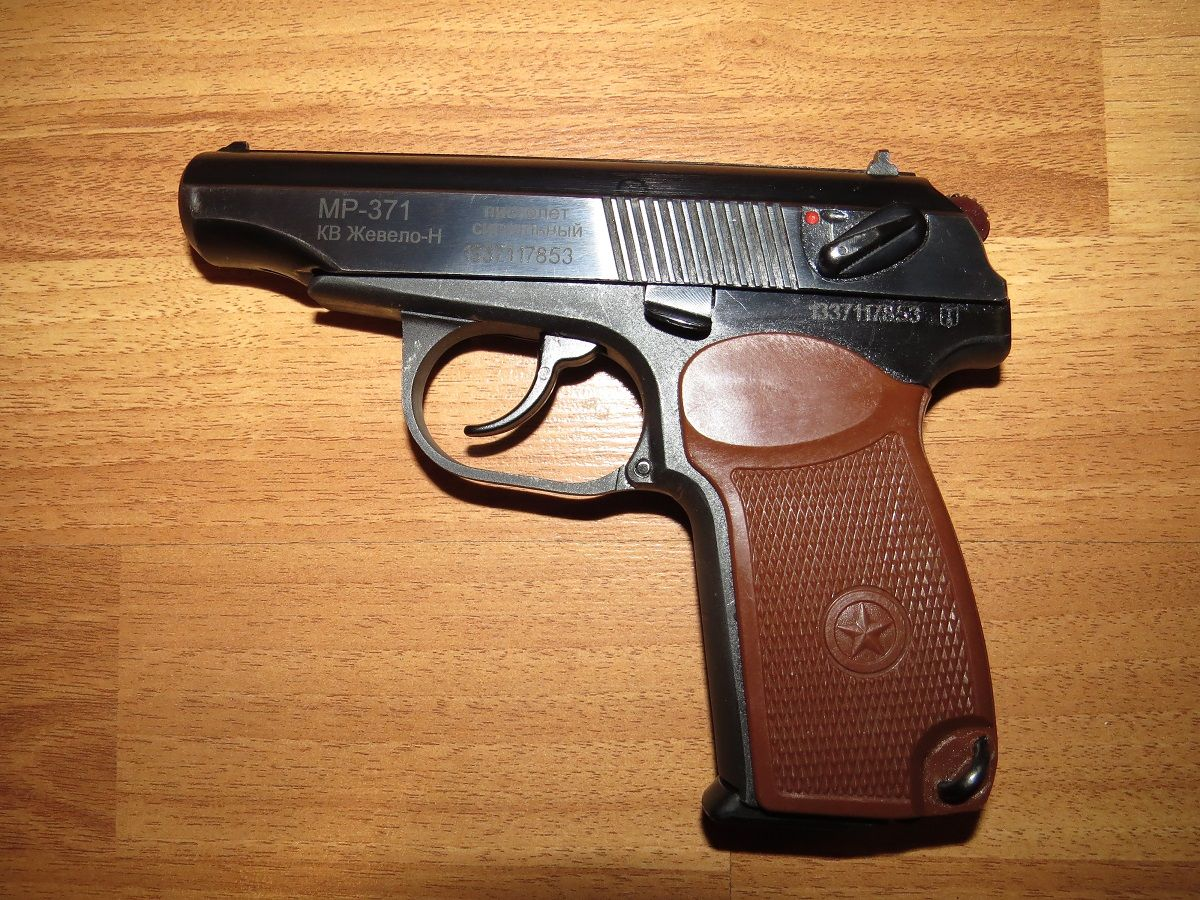
МР-371 в стандартной комплектации и без «бороды».

МР-371 — сигнальный пистолет российского производства, является сигнальным аналогом боевого пистолета Макарова. Производится на заводе Ижмех в Ижевске.

## Описание
Сигнальный пистолет произведен на базе травматического пистолета ИЖ-79-9Т, МР-371 имеет ряд изменений для невозможности стрельбы другими типами патронов. Пистолет стреляет капсуламии КВ-21, КВ-209 (при использовании альтернативных картриджей) и Жевело-Н .
Пистолет выпускается с 2012 года по настоящее время, в комплекте идут: Пистолет МР-371, от 0 до 30 пластиковых картриджей (имитатор патрона), магазин от пистолета, паспорт. Картриджи (пластиковые) играют роль патрона, в который вставляется капсул (За исключением КВ-209, для них используются другие картриджи из латуни, более дорогие — цена в среднем около 100—180 рублей за 1 штуку).
Внешний вид идентичен ПМ образца 1994 года и схож с травматическим пистолетом ИЖ-79-9Т.

## Конструкция и изменения

### Внешние отличия от боевого

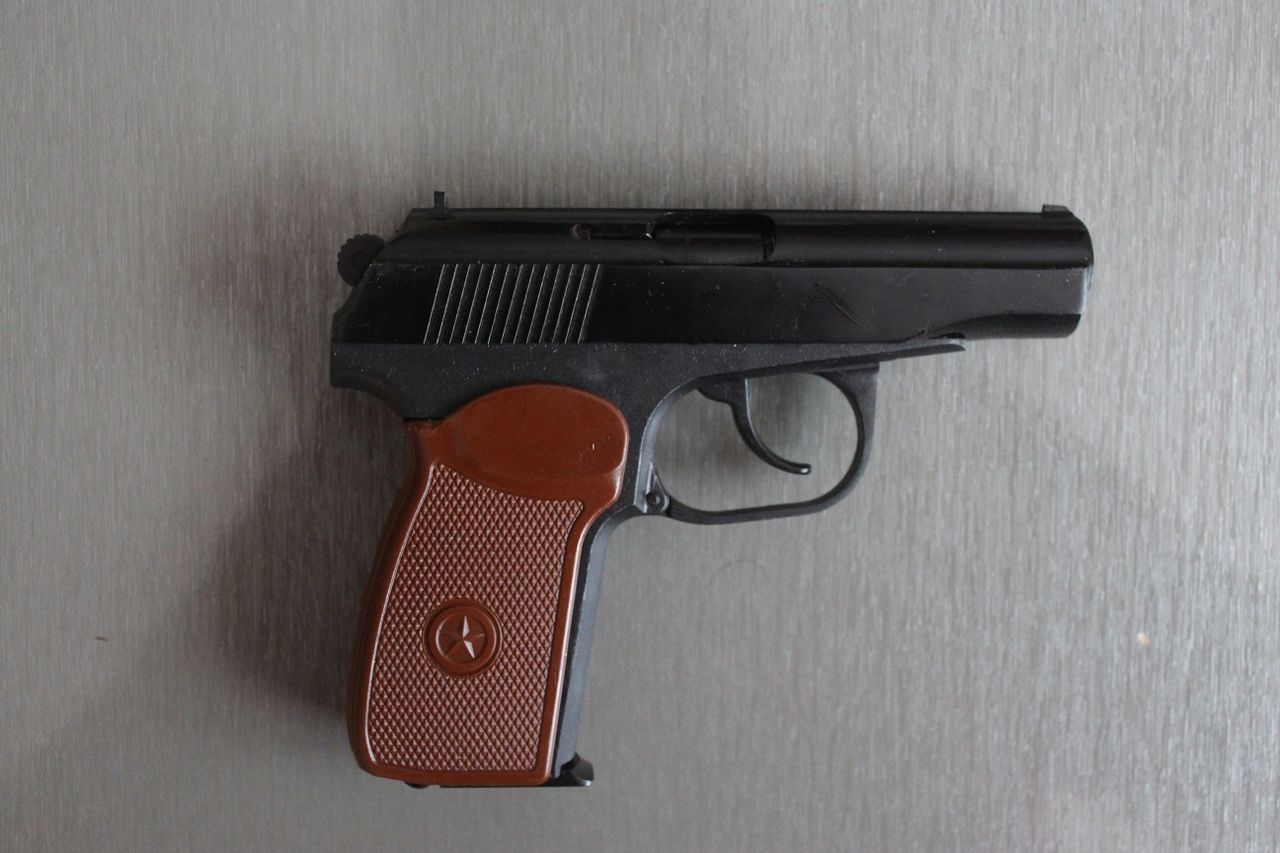
МР-371 с наваренной «бородой».

- Надпись на затворе и серийный номер.
- Серийный номер на раме.
- Широкий, покрытый красной краской, дульный срез.
- Большее окно для выброса гильз
- Пластиковая пятка магазина

### Изменения в конструкции
В МР-371 вместо ствола стоит фальшствол и втулка для имитации дульного среза, изменен патронник. На затворе присутствует пропил и два штифта которые мешают поставить его на боевую раму, но он имеет скорее психологический эффект воздействия на потенциального "самодельщика". Ослаблена пружина (для того чтобы вошла в магазин с планкой), так же изменениям подвергся и магазин. Отсутствует возможность автоматической стрельбы (для восстановления проводятся некоторые изменения, пистолет с восстановленной автоматикой так же можно приобрести в магазине или с рук. В остальном пистолет не подвергся изменениям, в том числе остались такими же УСМ и незначительно измененный затвор.

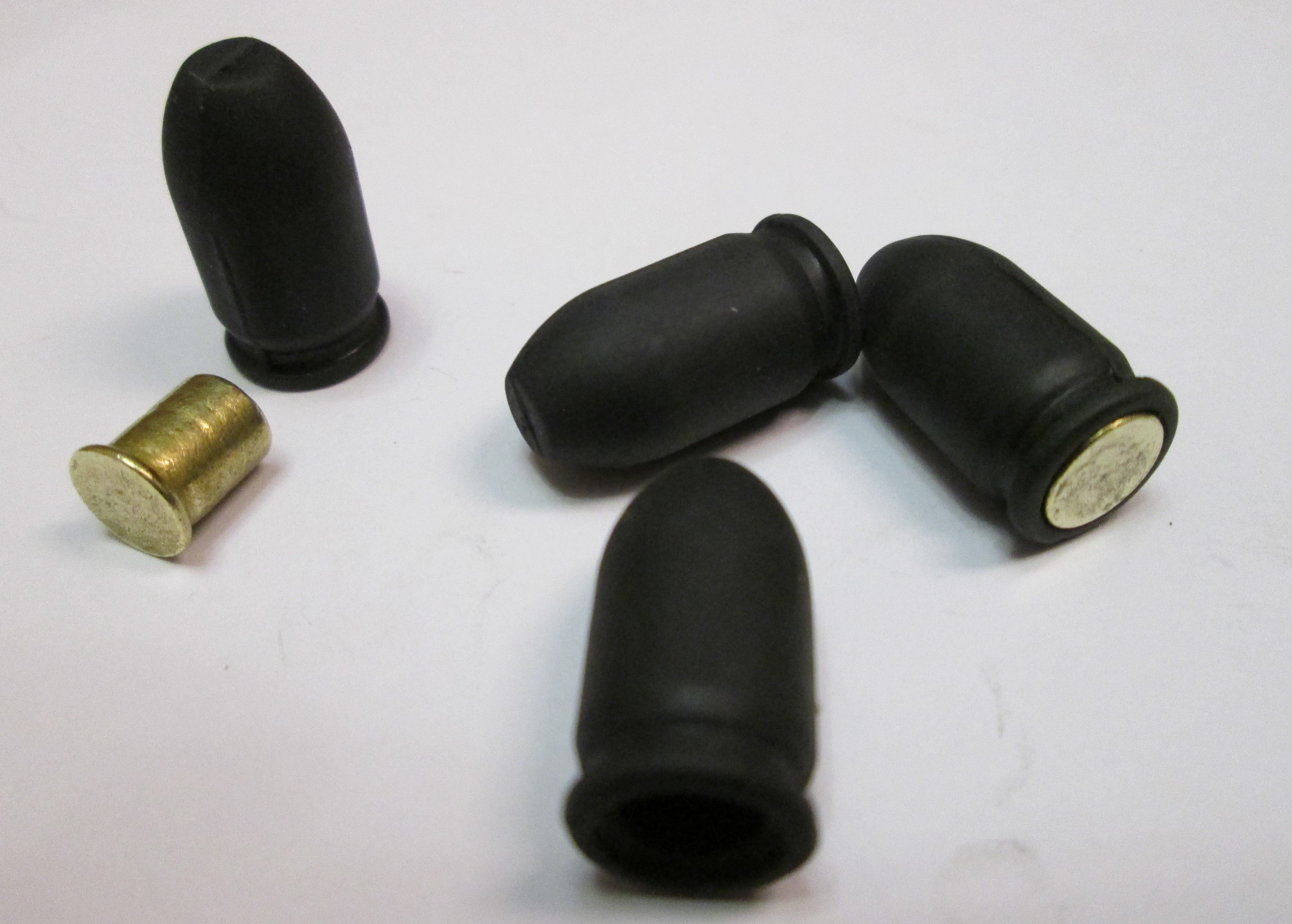
Имитатор патрона с капсюлем "Жевело"

- В последнее время стало популярным переделка пистолета под стрельбу холостыми патронами.
- Именно этот пистолет чаще всего используют для переделки под боевое оружие.
- Именно этот пистолет чаще всего используют для переделки под травматическое оружие.
- Переделка из этого пистолета на черном рынке стоит дешевле всего.